# Passeport fidjien
Le passeport fidjien est un document de voyage international délivré aux ressortissants fidjiens, et qui peut aussi servir de preuve de la citoyenneté fidjienne. 